# Oskisch-Umbrische talen
De Oskisch-Umbrische talen of Sabellische talen zijn een groep Indo-Europese talen die een subgroep vormen binnen de familie van Italische talen. Ze werden waarschijnlijk gesproken in het midden en zuiden van Italië voordat het Latijn hier de overheersende taal werd. De benaming "Sabellisch" is oorspronkelijk bedacht door Theodor Mommsen, maar inmiddels in onbruik geraakt.
Tot de Oskisch-Umbrische talen behoren de Umbrische talen  (het Umbrisch, Aequisch, Volskiaans en Marsi), het Oskisch en Zuid-Piceens (hoogswaarschijnlijk niet verwant aan het Noord-Piceens). Er is een aantal in deze talen geschreven teksten overgeleverd.